# مرجع فرماندهی ملی
مرجع فرماندهی ملی (به انگلیسی: National Command Authority (NCA)) اصطلاحی است که توسط وزارت دفاع ایالات متحده آمریکا برای اشاره به منبع نهایی دستورهای قانونی نظامی استفاده می‌شود.
این مرجع متشکل از رئیس‌جمهور ایالات متحده آمریکا به عنوان فرمانده کل قوا و وزیر دفاع ایالات متحده آمریکا به صورت مشترک، یا جانشینان قانونی آن‌ها (برای مثال معاون رئیس‌جمهور ایالات متحده آمریکا و قائم مقام وزارت دفاع ایالات متحده آمریکا) است.
این عبارت همچنین اشاره به ارتباطات افسران فرماندهی راهبردی ایالات متحده آمریکا برای عملیاتی کردن نیروهای نظامی ایالات متحده دارد.

## اجازه حمله هسته‌ای یا استراتژیک
فقط رئیس‌جمهور می‌تواند استفاده از سلاح‌های هسته‌ای توسط نیروهای مسلح آمریکا را از طریق برنامه‌هایی مانند طرح عملیات نظامی ۸۰۱۰–۱۲ هدایت کند. رئیس‌جمهور به عنوان فرمانده‌کل قدرت مطلق دارد تا دستور دهد سلاح‌های هسته‌ای برای هر دلیلی مورد استفاده قرار گیرد.